# AC Bellinzona
Associazione Calcio Bellinzona – szwajcarski klub piłkarski, mający siedzibę w mieście Bellinzona, leżącym we włoskojęzycznym kantonie Ticino.

## Historia
Klub został założony w 1904 roku. W 1948 roku osiągnął swój największy sukces, jakim było wywalczenie mistrzostwa Szwajcarii.
Z powodu faktu, że miasto Bellinzona leży we włoskojęzycznej strefie, kluby włoskie często wypożyczają piłkarzy ze swoich zespołów właśnie do AC Bellinzona.
W latach 2008–2011 klub grał w Swiss Super League, w 2011 roku spadł do Swiss Challenge League po przegranym dwumeczu barażowym z Servette FC.

## Sukcesy
- Swiss Super League:
  - mistrzostwo (1): 1947/1948
- Swiss Challenge League:
  - mistrzostwo (1): 1942/1943 (przegrana w barażach o awans), 1943/1944 (przegrana w barażach o awans), 1975/1976, 1979/1980, 1999/2000
- 1. Liga Promotion
  - mistrzostwo (1): 1931/1932, 1935/1936, 1998/1999, 2021/2022
- Puchar Szwajcarii:
  - finał (3): 1962, 1969, 2008

## Europejskie puchary
Legenda do wszystkich tabel:
- Q – runda eliminacyjna, 1/16, 1/8, 1/4, 1/2 – odpowiednia faza rozgrywek, Grupa – runda grupowa, 1r gr – pierwsza runda grupowa, 2r gr – druga runda grupowa, F – finał, R – runda, PO – play-off
- k. – rzuty karne, los. – losowanie, Dogr. – dogrywka, w. – zasada bramek strzelonych na wyjeździe

| Sezon   | Rozgrywki   | Runda | Przeciwnik     | Dom | Wyjazd | Ogólnie |
| ------- | ----------- | ----- | -------------- | --- | ------ | ------- |
| 2008/09 | Puchar UEFA | 1Q    | Ararat Erywań  | 3–1 | 1–0    | 4–1     |
| 2008/09 | Puchar UEFA | 2Q    | FK Dnipro      | 2–1 | 2–3    | 4–4, w. |
| 2008/09 | Puchar UEFA | 1R    | Galatasaray SK | 3–4 | 1–2    | 4–6     |

## Stadion
Domowe mecze AC Bellinzona rozgrywa na stadionie Stadio Comunale Bellinzona, który liczy 6000 widzów, z czego 2000 to miejsca siedzące, a 4000 stojące.

## Reprezentanci kraju grający w klubie
- Yacine Hima
- Paulo César Camassutti
- Igor Budan
- František Jakubec
- Jörn Sörensen
- Hany Said
- Philippe Fargeon
- Cyrille Pouget
- Mark Edusei
- John Mensah
- Ljubomir Radanović
- Miguel Guerrero
- Zizi Roberts
- Wilfred Hannes
- Ikpe Ekong
- Ikechukwu Kalu
- Jean-Michel Aeby
- Massimo Lombardo
- Mauro Lustrinelli
- Kubilay Türkyilmaz
- Germano Valiati
- Yao Mawuto Sènaya
- Paul Ramírez
- Amauri
- Aimo Diana
- Saliou Lassissi